# Джоел Коджо
Джоел Коджо (на английски: Joel Kojo‎) е ганайски футболист, играещ като нападател за киргизкия Динамо (Самарканд) и националния отбор на Киргизстан. Участник в Купата на Азия 2023 където бележи изравнителния гол срещу Оман при равенството 1:1). 

## Успехи
Алай (Ош)
- Суперкупа на Киргизстан
  -  Носител (1): 2018
- Купа на Киргизстан
  -  Носител (1): 2020

 Дордой (Бишкек)
- Премиер лига на Киргизстан
  -  Шампион (1): 2021
- Суперкупа на Киргизстан
  -  Носител (2): 2021, 2022

Индивидуални
- Голмайстор в Премиер лигата на Киргизстан: 2018 (26 гола)[2]